# Возвращение с победой
«Возвращение с победой» (латыш. Mājup ar uzvaru) — художественный фильм режиссёра Александра Иванова, снятый по пьесе Вилиса Лациса «Победа» на Рижской киностудии в 1947 году.
Премьера фильма состоялась 8 июня 1948 года.

## Сюжет
Лейтенант Август Гриезе, прикрывая отход товарищей, попал в руки врага. Не добившись от пленного каких-либо сведений, была организована акция по его дискредитации. В эфир передали сфабрикованное обращение Гриезе, в котором от его имени прозвучал призыв к сдаче оружия.
Во время авиационного налёта Августу удалось бежать. Он примкнул к партизанам и под вымышленным именем вскоре стал одним из самых удачливых и бесстрашных бойцов. В конце войны, когда его боевые товарищи вернулись в родные края, на долю удачливому партизану выпал счастливый случай.
После успешного выполнения задания разведчиками был схвачен оберштурмфюрер Будберг, который мог подтвердить невиновность Гриезе и рассказать о истинной роли некоего Гартмана, который выдавал себя за беженца Пауля Наглу и был в своё время внедрён в ряды красноармейцев.

## В ролях
- Артур Димитерс — Август Гриезе (озвучивал Вольдемар Чобур)
- Людмила Шпилберга — мать Августа (озвучивала Нина Железнова)
- Велта Лине — Бирута Аже (озвучивала Е. Сердечкина)
- Леонид Лейманис — Опманис (озвучивал А. Степанов)
- А. Якобсон — Вершинин (озвучивал Геннадий Мичурин)
- Висвалдис Силениекс — Драудиньш (озвучивал Олег Жаков)
- Павел Волков — Мельников
- Эдгар Зиле — Нагла (озвучивал Виталий Полицеймако)
- Херберт Зоммер — оберштурмфюрер Будберг (озвучивал Юрий Юровский)
- Янис Осис — староста (озвучивал В. Астаров)
- Арнольд Милбретс — Петерис
- Луйс Шмитс — Витолс
- Херманис Ваздикс — Эрманис
- Карлис Себрис — прихожанин
- Расма Рога — деревенская девушка
- Харий Авенс — Юрциньш
- Жанис Катлапс — Катлапс
- Валентинс Скулме
- Хелмарс Велзе

## Съёмочная группа
- Авторы сценария: Михаил Блейман, Константин Исаев
- Режиссёр-постановщик: Александр Иванов
- Оператор-постановщик: Эдуард Тиссэ
- Композитор: Анатолс Лиепиньш
- Художник-постановщик: Волдемар Валдманис
- Звукооператор: К. Гордон
- Режиссёры: Павел Арманд, Леонид Лейманис
- Операторы: В. Упит, А. Полис, И. Гольдберг
- Монтажёр: И. Новожилова
- Оператор комбинированных съёмок: Г. Шуркин
- Художник комбинированных съёмок: Виктор Шильдкнехт
- Консультант: В. Тарасов
- Текст песен: Юлий Ванагс
- Директора: И. Поляков, А. Эйдус